# 17543 Sosva
A 17543 Sosva (ideiglenes jelöléssel 1993 PA3) egy kisbolygó a Naprendszerben. Eric Walter Elst fedezte fel 1993. augusztus 14-én.
Nevét a szibériai Szoszva folyó után kapta.